# Prix littéraires 2002
Liste des prix littéraires décernés au cours de l'année 2002 :

## Prix internationaux
- Prix Nobel de littérature : Imre Kertész[1]  Hongrie
- Grand prix de littérature du Conseil nordique : Lars Saabye Christensen[2] (Norvège) pour Le demi-frère
- Grand prix littéraire d'Afrique noire : Patrice Nganang[3] (Cameroun) pour Temps de chien. Hors-concours : Yves-Emmanuel Dogbé (Togo) pour l'ensemble de son œuvre.
- Prix littéraire international de Dublin : Michel Houellebecq (France) pour Les Particules élémentaires[4]
- Prix Carbet de la Caraïbe et du Tout-Monde : Frankétienne[5] (Haïti) pour H'éros-chimères
- Prix Tropiques : Marc Durin-Valois (France) pour Chamelle
- Prix SACD de la dramaturgie francophone : Éric Durnez[6] (Belgique) pour Bamako (Mélodrame Subsaharien)
- Neustadt International Prize for Literature : Adam Zagajewski (Colombie)

## Allemagne
- Prix Georg-Büchner :  Wolfgang Hilbig
- Prix Friedrich Hölderlin (Bad Homburg) : Robert Menasse

## Belgique
- Prix Victor-Rossel : Xavier Deutsch, pour La Belle Étoile
- Prix Victor-Rossel des jeunes : Armel Job, pour Helena Vannek
- Prix littéraires de la Communauté française de Belgique :
  - Prix de la première œuvre : Régine Vandamme, pour Ma mère à boire
  - Prix triennal du théâtre : Jean-Marie Piemme, pour Toréadors
  - Prix de la traduction littéraire : Krassimir Kavaldjiev
  - Prix du rayonnement des lettres à l'étranger : Anne Neuschaefer
  - Prix Renaissance de la Nouvelle : Hugo Marsan, pour Place du bonheur
- Prix Marcel Thiry : Xavier Hanotte, pour Derrière la colline

## Canada
- Grand Prix du livre de Montréal : Louis Gauthier pour Voyage au Portugal avec un Allemand
- Prix Athanase-David : Madeleine Gagnon
- Prix du Gouverneur général :
  - Catégorie « Romans et nouvelles de langue anglaise » : Gloria Sawai pour A Song for Nettie Johnson
  - Catégorie « Romans et nouvelles de langue française » : Monique LaRue pour La Gloire de Cassiodore
  - Catégorie « Poésie de langue anglaise » : Roy Miki pour Surrender
  - Catégorie « Poésie de langue française » : Robert Dickson pour Humains paysages en temps de paix relative
  - Catégorie « Théâtre de langue anglaise » : Kevin Kerr pour Unity (1918)
  - Catégorie « Théâtre de langue française » : Daniel Danis pour Le Langue-à-Langue des chiens de roche
  - Catégorie « Études et essais de langue anglaise » : Andrew Nikiforuk pour Saboteurs: Wiebo Ludwig's War Against Big Oil
  - Catégorie « Études et essais de langue française » : Judith Lavoie pour Mark Twain et la parole noire
- Prix Giller : Austin Clarke pour The Polished Hoe
- Prix Jean-Hamelin : Guillaume Vigneault pour Chercher le vent
- Prix Robert-Cliche : Mylène Gilbert-Dumas pour Les Dames de Beauchêne

## Chili
- Prix national de Littérature : Volodia Teitelboim (1916-2008)

## Corée du Sud
- Prix de l'Association des poètes coréens : Hong Sin-seon pour 자화상을 위하여
- Prix Daesan
  - Catégorie « Poésie » : Kim Ji-ha pour Floraison
  - Catégorie « Roman » : Kim Wonu pour 객수산록
  - Catégorie « Drame » : Kim Myung-hwa pour 돐날
  - Catégorie « Critique » : Kim Yun-shik pour 우리 小說과의 대화
  - Catégorie « Traduction » : Yu Young-nan pour Everlasting Empire 『영원한 제국』
- Prix Dong-in : Song Sokze pour Ainsi s'exprime Hwang Man Geun
- Prix de littérature contemporaine (Hyundae Munhak)
  - Catégorie « Poésie » : Choi Seungho pour 두엄
  - Catégorie « Roman » : Lee Hye-gyeong pour 고갯마루
  - Catégorie « Critique » : Ryu Boseon pour 두 개의 성장과 그 의미-『외딴방』과 『새의 선물 』에 대한 단상
- Prix Gongcho : Kim Jong-hae pour Piscine, Piscine 2
- Prix Hwang Sun-won : Kim Won-il pour 손풍금
- Prix Jeong Ji-yong : Kim Ji-ha pour 백학봉(白鶴峰).1
- Prix Kim Soo-young : Chae Ho-ki pour Nénuphars
- Prix Manhae : Shin Kyeong-nim, catégorie « Poésie »
- Prix Midang : Hwang Tong-gyu pour 탁족(濯足)
- Prix Poésie contemporaine : Lee Won
- Prix de poésie Sowol : Lee Moon-jae pour 지구의 가을
- Prix Yi Sang : Kwan Ji-Hye pour 뱀장어 스튜

## Danemark
- Prix Hans Christian Andersen : Aidan Chambers (Royaume-Uni)

## Espagne
- Prix Cervantes : José Jiménez Lozano
- Prix Prince des Asturies : Arthur Miller
- Prix Nadal : Ángela Vallvey, pour Los estados carenciales (es)
- Prix Planeta : Alfredo Bryce Echenique, pour El huerto de mi amada
- Prix national des Lettres espagnoles : Joan Perucho
- Prix national de Narration : Unai Elorriaga López de Letona, pour SPrako tranbia — écrit en basque.
- Prix national de Poésie : Carlos Marzal (es), pour Metales pesados
- Prix national d'Essai : José Álvarez Junco, pour Mater Dolorosa. La idea de España en el siglo XIX
- Prix national de Littérature dramatique : Ignacio Amestoy, pour Cierra bien la puerta
- Prix national de littérature d'enfance et de jeunesse : Miquel Desclot, pour Més música, Mestre! — écrit en catalan.
- Prix Adonáis de Poésie : Adrián González da Costa (es), pour Rua dos douradores
- Prix Anagrama : Vicenç Navarro (1937-), pour Bienestar insuficiente, democracia incompleta. Sobre lo que no se habla en nuestro país
- Prix Loewe : Miguel Ángel Velasco (es), pour La miel salvaje
- Prix de la nouvelle courte Casino Mieres : José Antonio Mases (es), pour La Quimera
- Prix d'honneur des lettres catalanes : Josep Maria Espinàs (écrivain)
- Prix national de littérature de la Generalitat de Catalogne : Baltasar Porcel
- Journée des lettres galiciennes : Frei Martín Sarmiento
- Prix de la critique Serra d'Or : 
  - Julià Guillamon (ca), pour La ciutat interrompuda, essai.
  - Joan Triadú i Font (ca), pour Dies de memòria 1938-1940. Diari d'un mestre adolescent, journal.
  - Moisès Broggi, pour Memòries d'un cirurgià, biographie/mémoire.
  - Manuel Zabala, pour Ieu Sabi un conte..., recueil de nouvelles.
  - Baltasar Porcel, pour L'emperador o l'ull del vent, roman.
  - Jordi Sarsanedas i Vives (es), pour L'enlluernament, el cap del carrer, recueil de poésie.
  - Manel Forcano i Aparicio (ca), pour la traduction du recueil de poésie Clavats a la carn del món, de Yehuda Amichaï.

## États-Unis
- National Book Award : 
  - Catégorie « Fiction » : Julia Glass pour Three Junes (Jours de juin)
  - Catégorie « Essais» : Robert Caro pour Master of the Senate: The Years of Lyndon Johnson[
  - Catégorie « Poésie » : Ruth Stone pour In the Next Galaxy
- Prix Agatha : 
  - Catégorie « Meilleur roman » : Rhys Bowen, pour Murphy's Law
  - Catégorie « Meilleure nouvelle » :
- Prix Hugo :
  - Prix Hugo du meilleur roman : American Gods (American Gods) par Neil Gaiman
  - Prix Hugo du meilleur roman court : Fast Times at Fairmont High par Vernor Vinge
  - Prix Hugo de la meilleure nouvelle longue : L'Enfer, quand Dieu n'est pas présent (Hell Is the Absence of God) par Ted Chiang
  - Prix Hugo de la meilleure nouvelle courte : Tout sauf un chien (The Dog Said Bow-Wow) par Michael Swanwick
- Prix Locus :
  - Prix Locus du meilleur roman de science-fiction : Passage (Passage) par Connie Willis
  - Prix Locus du meilleur roman de fantasy : American Gods (American Gods) par Neil Gaiman
  - Prix Locus du meilleur premier roman : La Marque (Kushiel's Dart) par Jacqueline Carey
  - Prix Locus du meilleur roman court : Le Trouvier (The Finder) par Ursula K. Le Guin
  - Prix Locus de la meilleure nouvelle longue : L'Enfer, quand Dieu n'est pas présent (Hell Is the Absence of God) par Ted Chiang
  - Prix Locus de la meilleure nouvelle courte : Les Os de la terre (The Bones of the Earth) par Ursula K. Le Guin
  - Prix Locus du meilleur recueil de nouvelles : Contes de Terremer (Tales from Earthsea) par Ursula K. Le Guin
- Prix Nebula :
  - Prix Nebula du meilleur roman : American Gods (American Gods) par Neil Gaiman
  - Prix Nebula du meilleur roman court : Bronte's Egg par Richard Chwedyk
  - Prix Nebula de la meilleure nouvelle longue : L'Enfer, quand Dieu n'est pas présent (Hell is the Absence of God) par Ted Chiang
  - Prix Nebula de la meilleure nouvelle courte : Creature par Carol Emshwiller
- Prix Pulitzer :
  - Catégorie « Fiction » : Richard Russo pour Empire Falls (Le Déclin de l'empire Whiting)
  - Catégorie « Biographie et Autobiographie » : David McCullough pour John Adams
  - Catégorie « Essai » : Diane McWhorter pour Carry Me Home: Birmingham, Alabama, the Climactic Battle of the Civil Rights Revolution
  - Catégorie « Histoire » : Louis Menand pour The Metaphysical Club: A Story of Ideas in America
  - Catégorie « Poésie » : Carl Dennis pour Practical Gods
  - Catégorie « Théâtre » : Suzan-Lori Parks pour Topdog/Underdog

## Finlande
- Prix Aleksis-Kivi : Aila Meriluoto
- Prix Kalevi-Jäntti : Ranya Paasonen pour Auringon asema
- Prix Eino-Leino : Jaakko Hämeen-Anttila
- Prix de la littérature de l'État finlandais : Markku Paasonen
- Prix littéraire de la ville de Tampere : Tero Mustonen pour Traani
- Prix Tollander : Jörn Donner
- Prix Rudolf-Koivu : non décerné
- Prix Topelius : Hannele Huovi pour Höyhenketju
- Prix Mikael-Agricola : Liisa Ryömä
- Médaille Anni-Swan : non décerné
- Prix d'écriture Juhana-Heikki-Erkko : Jussi Valtonen, Riikka Pelo, Jaakko Yli-Juonikas
- Médaille Kiitos kirjasta : Eeva Kilpi pour Rajattomuuden aika
- Prix Arvid-Lydecken : Katri Tapola pour Kivikauppaa ja ketunleipiä
- Prix Kaarle : Sakari Issakainen
- Prix Pehr-Evind-Svinhufvud : Ohto Manninen
- Prix du grand club du livre finlandais : Sirkka Turkka
- Prix Pirkanmaan-Plättä : Sinikka Nopola et Tiina Nopola
- Prix Väinö Linna : non décerné
- Prix Pääskynen : non décerné
- Prix Atorox : A.C. Ross pour Sokeat näkevät unia
- Prix Finlandia : Kari Hotakainen pour Juoksuhaudantie
- Prix Pikku-Finlandia : Maija Ronkainen
- Prix Tieto-Finlandia : Esko Valtaoja (fi) pour Kotona maailmankaikkeudessa[7]
- Prix Lea : non décerné
- Prix Tähtivaeltaja : Jonathan Lethem pour Flingue sur fond musical
- Poeta Finlandiae : Jukka Itkonen[8]
- Prix de l'ours dansant : Aila Meriluoto pour Kimeä metsä
- Prix littéraire Helsingin-Sanomat : Reko Lundán pour Ilman suuria suruja
- Prix du livre chrétien de l'année : Jörn Donner pour Elämme – siis kuolemme
- Prix Laivakello : non décerné
- Prix Finlandia Junior : Raili Mikkanen pour Ei ole minulle suvannot
- Prix Runeberg : Risto Ahti pour Vain tahallaan voi rakastaa
- Prix Vuoden johtolanka : Seppo Jokinen pour Hukan enkelit
- Prix Kaarina-Helakisa : Tuija Lehtinen
- Prix Nuori Aleksis : Maria Peura pour On rakkautes ääretön

## France
- Prix Goncourt : Pascal Quignard pour Les Ombres errantes
  - Prix Goncourt du premier roman : Soazig Aaron pour Le Non de Klara
  - Prix Goncourt des lycéens : Laurent Gaudé pour La Mort du roi Tsongor
- Prix Médicis : Anne F. Garréta pour Pas un jour
  - Prix Médicis étranger : Philip Roth États-Unis, pour La Tache
  - Prix Médicis essai : Kafka et les Jeunes Filles de Daniel Desmarquet
- Prix Femina : Chantal Thomas pour Les Adieux à la reine
  - Prix Femina étranger : Montedidio d'Erri De Luca
- Prix Renaudot : Gérard de Cortanze pour Assam (Albin Michel)
- Prix Interallié : Gonzague Saint Bris pour Les Vieillards de Brighton (Grasset)
- Grand prix du roman de l'Académie française : Marie Ferranti pour La Princesse de Mantoue (Gallimard)
- Grand prix de la francophonie : Bronislaw Geremek
- Prix des Deux-Magots : Jean-Luc Coatalem pour Je suis dans les mers du Sud
- Prix du Roman populiste : Marie Rouanet pour Enfantine
- Prix France Culture : Dominique Rolin pour Le Futur immédiat
- Prix du Livre Inter : Christian Gailly pour Un soir au club
- Prix du Quai des Orfèvres : André Klopmann pour Crève l'écran
- Prix Jean-Monnet de littérature européenne du département de la Charente : Patrick Modiano pour La Petite Bijou[9]
- Grand prix des lectrices de Elle : Wladyslaw Szpilman pour Le Pianiste (Robert Laffont)
- Grand prix de l'Imaginaire « Roman » : Pierre Pevel pour Les Ombres de Wielstadt
- Grand prix de l'Imaginaire « Roman étranger » : J. Gregory Keyes pour Les Démons du Roi-Soleil
- Grand prix de l'Imaginaire « Nouvelle » : Olivier Paquet pour Synesthésie
- Grand prix de l'Imaginaire « Nouvelle étrangère » : Christopher Priest pour Retour au foyer
- Prix des libraires : Fred Vargas pour Pars vite et reviens tard
- Prix Décembre : Pierre Michon pour Corps du roi
- Prix du roman Fnac : Leur histoire de Dominique Mainard
- Prix Rosny aîné « Roman » : Laurent Genefort pour Omale
- Prix Rosny aîné « Nouvelle » : Raymond Milési pour Le Sommeil de la libellule
- Prix Fénéon : L'Absolue Perfection du crime de Tanguy Viel
- Prix de Flore : Grégoire Bouillier pour Rapport sur moi
- Prix Hugues-Capet : Sabine Melchior-Bonnet pour Louis et Marie-Adélaïde de Bourgogne (Robert Laffont)
- Prix Utopia : Robert Silverberg pour l’ensemble de son œuvre
- Prix mondial Cino Del Duca : François Nourissier pour l’ensemble de son œuvre
- Prix RFO du livre : Dany Laferrière (Haïti) pour Cette grenade dans la main du jeune nègre est-elle une arme ou un fruit ?

## Italie
- Prix Strega : Margaret Mazzantini, Non ti muovere (Mondadori)
- Prix Bagutta : Roberto Calasso, La letteratura e gli dei, (Adelphi) et Giorgio Orelli, Il collo dell'anitra, (Garzanti)
- Prix Campiello : Franco Scaglia, Il custode dell'acqua
- Prix Napoli : Dido Sacchettoni, Non ti alzerai dalla neve (Aragno)
- Prix Stresa : Diego Marani - L'ultimo dei Vostiachi, (Bompiani)
- Prix Viareggio :
  - Roman : Fleur Jaeggy, Proletarka
  - Essai : Alfonso Berardinelli,
  - Poésie : Iolanda Insana, La stortura

## Monaco
- Prix Prince-Pierre-de-Monaco : Marie-Claire Blais

## Norvège
- Prix Brage :
  - Catégorie « Fiction pour adultes » : Niels Fredrik Dahl, På vei til en venn
  - Catégorie « Livre pour les enfants et la jeunesse » : Gro Dahle et Svein Nyhus (ill.), SNILL
  - Catégorie « Livre de non-fiction » : Ivo de Figueiredo, Fri mann
  - Catégorie « Ouverte » : Synne Sun Løes pour Å spise blomster til frokost (Livre pour la jeunesse)
  - Catégorie « Prix d'honneur » : Jostein Gaarder

## Royaume-Uni
- Prix Booker : Yann Martel pour Life of Pi (L'Histoire de Pi)[10]
- Prix James Tait Black :
  - Fiction : Jonathan Franzen pour The Corrections (Les Corrections)
  - Biographie : Jenny Uglow pour The Lunar Men: The Men Who Made the Future 1730-1810
- Orange Prize for Fiction : Ann Patchett pour Bel Canto (Bel canto)
- Prix WH Smith : Ian McEwan pour Atonement (Expiation)
- Prix John-Llewellyn-Rhys : Virgins of Venice de Mary Laven
- Médaille Carnegie : Sharon Creech pour 	Ruby Holler
- Prix Rose-Mary-Crawshay : 
  - Wendy Doniger pour The Bedtrick : Tales of Sex and Masquerade
  - Kate Flint pour The Victorians and the Visual Imagination
- Prix Somerset-Maugham : Marcel Theroux pour The Confessions of Mycroft Holmes: a paper chase

## Russie
- Palmyre du Nord : Victor Sosnora, dans la catégorie prose.
- Prix Andreï-Biély : Édouard Limonov[11]
- Prix Booker russe : Oleg Pavlov pour Récits des derniers jours[12]

## Suisse
- Prix Lipp Suisse : Maurice Chappaz pour Évangile selon Judas, Gallimard